# Culicoides mirzaevi
Culicoides mirzaevi är en tvåvingeart som beskrevs av Glukhova och Khabirov 1977. Culicoides mirzaevi ingår i släktet Culicoides och familjen svidknott. Inga underarter finns listade i Catalogue of Life.